# دردویل (بازی ویدئویی)
دردویل (به انگلیسی: Daredevil) یک بازی ویدئویی در ژانر اکشن و ماجراجویی است که توسط کمپانی تی‌اچ‌کیو برای کنسول دستی گیم بوی ادونس به مناسبت اکران فیلم دردویل به کارگردانی مارک استیون جانسون در سال ۲۰۰۳ منتشر شد. این بازی اغلب به دلیل گیم پلی تکراری و اکشن ضعیف مورد انتقاد قرار گرفت اما با این حال در زمینه گرافیک، فضاسازی، داستان و وفاداری آن به فیلم و کمیک‌های دردویل ستایش شد.